# Esmé Estuardo, III duque de Lennox
Esmé Estuardo, III Duque de Lennox (1579 –Kirby Hall, 30 de julio de 1624), fue un noble escocés y mecenas del compositor Ben Jonson, quien vivió en su casa durante cinco años.

## Primeros años de vida
Era el hijo del I duque de Lennox, un francés de ascendencia escocesa y favorito del rey James VI de Escocia (de cuyo padre, Enrique Estuardo, Lord Darnley, era primo hermano), por su esposa Catherine de Balsac (m. después de 1630), una hija de Guillaume de Balsac, Sieur d'Entragues, por su esposa Louise d'Humières.

### Matrimonio e hijos
Se casó con Katherine Clifton, II Baronesa Clifton, en 1609. Tuvieron once hijos:
- Isabel (1610 - 1674), casada con Enrique Howard, XXII conde de Arundel.
- Jacobo, IV duque de Lennox (1612 - 1655).
- Ana (1614 - 1646), casada con Archibald Douglas, conde de  Angus.
- Enrique, VIII señor de Aubigny (1616 - 1632).
- Francisco (1616 - 1617).
- Frances (1617 - 1694), casada con Jerome Weston, II conde de Portland.
- Margarita (1618).
- Jorge, IX Señor de Aubigny (1618 - 1642). Muerto en combate.
- Ludovico, X Señor de Aubigny (1619 - 1665).
- Juan (1621 - 1644). Muerto en combate.
- Bernardo (1623 - 1645). Muerto en combate.

## Vida pública
A la muerte de su hermano mayor sin hijos Ludovico Estuardo, segundo duque de Lennox, primer duque de Richmond (1574-1624), heredó su título paterno de duque de Lennox, habiéndose extinguido el ducado de Richmond. Para entonces ya era Condé de March y barón Clifton de Leighton Bromswold (en la nobleza de Inglaterra) (1619), así como octavo señor de Aubigny en Francia. 
El 9 de febrero de 1608 actuó en la mascarada The Hue and Cry After Cupid en el Palacio de Whitehall como signo del zodíaco, para celebrar la boda de John Ramsay, vizconde Haddington con Elizabeth Radclyffe.

## Fallecimiento
El murió, el 30 de julio de 1624 en Kirby Hall de la "fiebre manchada", y fue enterrado, el 6 de agosto de ese mismo año, en la Abadía de Westminster, en la Bóveda de Richmond en la capilla absidal sureste de la Capilla del Rey Enrique VII (él mismo anteriormente Condé de Richmond).